# شيرمان باركر
شيرمان باركر (بالإنجليزية: Sherman Parker)‏ هو سياسي أمريكي، ولد في 28 أغسطس 1971، وتوفي في 18 سبتمبر 2008 بسبب أم الدم داخل القحف. حزبياً، نشط في الحزب الجمهوري. وقد انتخب عضو مجلس نواب ولاية ميسوري.